# Save You
Save You – pop punkowa ballada kanadyjskiej grupy Simple Plan, którą wydano jako trzeci singiel z ich trzeciej płyty Simple Plan. Piosenka mówi o chorobie brata wokalisty grupy Pierre’a Bouviera.

## Lista utworów
1. „Save You” (wersja z singla) – 3:45
2. „Welcome to My Life” (na żywo, Laval) – 5:06
3. „Addicted” (wersja akustyczna) (na żywo, Nowy Jork) – 3:54